# Min galna familj
Min galna familj (Maybe it's me) är en amerikansk sitcomserie från 2001-2002. Serien handlar om Molly Stage. Hon har tills nyligen varit lite av en nördtyp, men gör nu allt för att passa in. Allt går bra, enda hindret är hennes knäppa familj som förstör allt för henne. I rollerna ser man bland andra Reagan Dale Neis, Andrew Walker, Julia Sweeney, Fred Willard och Vicki Davis. Som introsång får man höra Lindsay Pagano med hennes låt Everything U R, eller Simple Plan med deras låt I'd Do Anything. Produktionen av serien ligger nere eftersom Warner Bros inte vill producera serien mer.